# サムタイムズ・ユー・キャント・メイク・イット・オン・ユア・オウン
「サムタイムズ・ユー・キャント・メイク・イット・オン・ユア・オウン」（Sometimes You Can't Make It on Your Own）は、U2が2004年に発表したアルバム『原子爆弾解体新書〜ハウ・トゥ・ディスマントル・アン・アトミック・ボム』に収録されている曲で、シングルリリースされた。

## 概要
Popmart中に作った曲で、元のタイトルは「Tough」。ボノが2001年に亡くなった父・ボブ・ヒューソンに捧げた曲で、彼の葬儀の場でも歌われた。「Vertigo」に引き続いてUKシングルチャートNo.1に輝いた。
僕は「Sometimes You Can't Make it On Your Own」を父親の葬儀で歌った。彼はとても強くて、古いブーツを履いていて、アイルランド人で、ダブリナーで、ダブリンのノースサイド出身で、何事にも批判的だったけれど、とてもチャーミングで可笑しい男だった。「夢を見るな。夢を見ると失望するから」というのが彼の口癖だった。これが僕に対する真剣なアドバイスだったんだ。口には出さなかったけれど、それが彼の言わんとしているところで、僕みたいな誇大妄想狂に対するレシピだったんじゃないかな？ 僕はずっと大きなアイデアに興味があるだけで、そんなに夢みがちだったわけではないんだけれど、夢を行動に移してきた。頭の中で考えていることを実際にやるのは、僕にとって重要なことになったんだ(ボノ)

## 収録曲

### Version 1
1. Sometimes You Can't Make It on Your Own" (Radio edit 96 BPM)
2. Fast Cars (Jacknife Lee mix)

### Version 2
1. Sometimes You Can't Make It on Your Own" (Radio edit 96 BPM)
2. Ave Maria (Jacknife Lee mix)
3. Vertigo (Redanka Power mix)

### Version 3 CD（日本盤）
1. Sometimes You Can't Make It on Your Own" (Radio edit 96 BPM)
2. Fast Cars (Jacknife Lee mix)
3. Vertigo (Trent Reznor remix)
4. Vertigo (Redanka Power mix)
5. Ave Maria (Jacknife Lee mix)

### Version 4 DVD
1. Sometimes You Can't Make It on Your Own (Video – Live from HQ video, 16 November 2004)
2. Vertigo (Video)
3. Sometimes You Can't Make It on Your Own (Album version)
4. Vertigo (Trent Reznor remix)

## PV

### Single Take Version
- 監督：フィル・ジョアノー
  - プロデューサー：ネッド・オハンロン
  - ロケ地：Sheriff Street（ダブリン）
  - 撮影日：2004年12月15日
  - リリース日：2005年2月7日

### Official Video
- 監督：フィル・ジョアノー
- プロデューサー：ネッド・オハンロン
- ロケ地：Upper Sheriff Street、 Gaiety Theatre、10 Cedarwood Road（ダブリン）
- 撮影日：2004年12月15日
- リリース日：2005年2月7日

撮影は2004年12月13日から16日まで4日間かけて行われた。13日は午後1時から午前1時まで Gaiety Theatreでバンドの演奏の撮影。14日はボノが故郷の10 Cedarwood Roadを歩いているところの撮影。15日はボノがSherrif Street とCastleforbes Roadを歩いているところの撮影。16日は10 Cedarwood Roadの風景の撮影と、ボノがGrafton Streetを歩いているところの撮影。この日はラリーもついてきて、監督に色々な要求を出したのだという。
ボノがSheriff Streetを歩いている映像だけを使ったSingle Take Versionはあまり流されず、色々な映像を組み合わせたヴァージョンがよく流された。

## カバー
- Vusi Mahlasela (2008) - 『In The Name of Love Africa Celebrates U2』収録。

## 評価
- 2005年Qマガジンが選ぶ聞くべき一曲第36位[4]
- 2006年グラミー賞最優秀ロック・パフォーマンス・デュオ/グループ、最優秀楽曲賞